# Adenilato cinasa 2
La adenilato cinasa 2 (AK2) (número EC 2.7.4.3) es una isoenzima de la adenilato cinasa que cataliza la interconversión de nucleótidos de adenina. El ATP transfiere un grupo fosfato al AMP para formar ADP.
ATP + AMP {\displaystyle \rightleftharpoons } 2 ADP
Es una enzima de tamaño pequeño participa en el metabolismo energético y en la síntesis de nucleótidos que son esenciales para el crecimiento y mantenimiento de la célula. Se presenta como monómero y su localización celular es el espacio intermembrana de la mitocondria.
Está presente en muchos tejidos. Está presente en un alto nivel en el corazón, hígado y riñones, y en un bajo nivel en el cerebro, músculo esquelético y piel. Está presente en los trombocitos pero no en los eritrocitos que no tienen mitocondrias. Presente en todas las poblaciones celulares nucleadas de la sangre en donde la adenilato kinasa 1 (AK1) no está presente. En el bazo y en los nódulos linfáticos, las células mononucleares no tienen AK1 mientras que la AK2 es fácilmente detectable. Estos resultados indican que los leucocitos pueden ser susceptibles a defectos causados por la ausencia de AK2 ya que no expresan la AK1 en suficiente cantidad para compensar los déficits de AK2.
Los defectos de AK2 son causa de la disgénesis reticular (RDYS), también conocida como aleucocitosis. La RDYS es la forma más severa de las inmunodeficiencias severas combinadas innatas (SCID) y se caracteriza por la ausencia de granulocitos y por la deficiencia casi completa en linfocitos en la sangre periférica, hipoplasia del timo y de los órganos linfáticos secundarios, y la ausencia de las funciones inmunes innata, y adaptativa humoral y celular. Todo esto tiene como consecuencia una septicemia fatal pocos días después del nacimiento. En la médula ósea de los individuos con disgénesis reticular, la diferenciación mieloide está bloqueada en la etapa promielocítica, mientras que la maduración eritrocítica y megacariocítica es generalmente normal. Además, los recién nacidos afectados tienen sordera neurosensorial bilateral.